# Aeroporto di Ancona Falconara
Luchthaven Ancona, ook wel bekend als Luchthaven Ancona Falconara (Italiaans: Aeroporto di Ancona Falconara), (IATA: AOI, ICAO: LIPY) is een luchthaven gelegen te Castelferretti bij Falconara, op 18 km van Ancona.
De luchthaven is vernoemd naar de Italiaanse schilder Raffaello Sanzio.